# Canaul mac Tarla
Canaul mac Tarla (picte) ou Conall Caemh mac Teidg (gaélique). Roi des Pictes de 784 à 789 puis roi des Scots de Dál Riata de 805 à 807.

## Biographie
La « Chronique Picte »  attribue à Canaul mac Tarla c’est-à-dire Conall mac Tadg (Teidg) aux origines inconnues mais dont le nom est nettement d'origine scots un règne de 5 ans. Les Chroniques d'Irlande indiquent ensuite :
- 789 « Une bataille entre les Pictes dans laquelle Conall mac Tagd est défait et s’échappe et Constantin est vainqueur » [3].

Pour le Dalriada les Synchronismes de Flann Mainistreach relèvent le règne de « Deux Conall ensemble, Conall Caemh et un autre Conall, son frère » . De son côté le Duan Albanach  mentionne le règne de 24 ans d’un « Domnall » par ailleurs inconnu des annalistes puis celui de deux rois consécutifs nommés « Conall » : L’un pour  un règne de 2 ans et l’autre pour  un règne de 4 ans
Les annalistes précisent ensuite:
- 807 « Le meurtre de  Conall mac Tadg  par  Conall mac Áedáin au Cenne Tire » [6].

Il semble donc que Conall mac Teigd chassé du royaume picte se soit replié sur le Dalriada où il serait devenu roi. Le second  Conall  qui controlait le Kintyre, porte lui aussi un nom qui semble le rattacher directement au Cenél Gabhrain  il était peut être le (demi) frère ou le beau-frère du premier dont il sera le successeur sur le trône de Dalriada pour 4 ans.
Les liens de ces deux personnages entre eux et avec la famille royale des Scots dont ils portent des noms traditionnels ne nous sont malheureusement pas connus.